# Hino Tomiko
Hino Tomiko est un nom japonais traditionnel ; le nom de famille (ou le nom d'école), Hino, précède donc le prénom (ou le nom d'artiste).
Hino Tomiko (日野 富子, 1440 – 30 juin 1496) est l'épouse officielle d'Ashikaga Yoshimasa, 8e shogun du shogunat Ashikaga et la mère d'Ashikaga Yoshihisa, le 9e shogun. Sa demande d'aide de Yamana Sōzen à l'appui de la demande de son fils pour le shogunat, et en opposition à la demande d'Ashikaga Yoshimi, frère cadet de Yoshimasa, est considérée comme une des causes de la guerre d'Ōnin. 

## Dans la culture populaire
Elle est le principal personnage de romans de Ryōtarō Shiba et Michiko Nagai.  
Hino Tomiko est également le personnage central de Hana no Ran (en), le Taiga drama de la NHK.